# Battle Without Honor or Humanity
Battle without honor or humanity (Combat sans honneur ni humanité) est une composition instrumentale du guitariste japonais Tomoyasu Hotei, écrite en 2000 pour la bande originale du film Another Battle (Shin Jinginaki Tatakai) (en). En 2003, Quentin Tarantino la choisit pour figurer sur la bande originale de son film Kill Bill, la popularisant en Occident. Elle a été depuis utilisée dans d'autres films, publicités, émissions télévisées, dans le monde entier. Elle figure sur l'album d'Hotei Electric Samurai de 2004, en trois versions différentes.  

## Kill Bill
Alors que le script de Kill Bill avance, Quentin Tarantino, qui adore autant le cinéma que la musique, en imaginait déjà la composition. Voici ses paroles :
« J’ai du mal à avancer dans l’écriture tant que je n’ai pas trouvé le premier morceau musical qui mettra les spectateurs dans l’ambiance. J’ai très vite su que celui de Kill Bill serait Bang Bang (My Baby Shot Me Down), et j’ai eu en tête le flamenco du combat dans le jardin enneigé avant même d’écrire cette scène. C’est la musique qui m’aide à trouver le rythme, la pulsation du film.  »
— Quentin Tarantino
Dans les films de Tarantino, on retrouve beaucoup de musiques de sa bibliothèque, composée de nombre de BO :
« Si mes BO marchent bien, c’est sans doute parce qu’elles sont issues de choix personnels et sont le reflet authentique de mes films. Ces albums ne sont pas de simples sélections de morceaux “vendeurs”. Tout se passe comme si je vous livrais avec eux une cassette de mes morceaux favoris. La qualité sonore en plus... »

## Autres utilisations
TF1 a repris cette musique pour son émission Téléfoot, pour les matchs de Coupe de France (compétition anciennement diffusée sur la chaîne) et les matchs de l'équipe de France.
Durant l'été 2004 elle servit d'indicatif de victoire dans la version quotidienne du jeu télévisé Intervilles présenté à l'époque par Nagui sur France 2.